# Gabriel Morbeck
Gabriel Morbeck (født 20. august 1997) er en brasiliansk fodboldspiller.